# Meconopsis discigera
Meconopsis discigera är en vallmoväxtart som beskrevs av David Prain. Meconopsis discigera ingår i släktet bergvallmor, och familjen vallmoväxter. Inga underarter finns listade i Catalogue of Life.